# Tseri
Tseri (también conocido como Seri o Xeri; griego: Tσέρι; turco: Ceri) es un suburbio al sur de Nicosia en Chipre. La zona tenía una población de apenas 300 personas antes de 1974. En 2011, alcanzaba los 7035. Tras un referéndum en 2011, Tseri fue convertido en municipio.